# Ye Banished Privateers
Ye Banished Privateers is een Zweedse folkband uit Umeå. Opvallend aan de band is dat ze uit 29 leden bestaat en naast liveoptredens op podia soms ook op straat muziek maakt.

## Geschiedenis
De band werd in 2008 opgericht door Björn Malmros en Peter Mollwing. Kort na de oprichting werden ook andere muzikanten gevraagd die geïnteresseerd waren in het spelen van (piraten-)folkmuziek. Anno 2023 bestaat de band uit 29 leden.
Het debuutalbum van Ye Banished Privateers, Songs and Curses, werd op 19 september 2012 uitgebracht in het kader van International Talk Like a Pirate Day. Daarna stond de band op enkele podia in hun thuisland Zweden. In 2014 volgde een tour door Duitsland. Op 12 september dat jaar bracht Ye Banished Privateers het tweede album The Legend of Libertalia uit op het label Totentanz.
In 2015 en 2016 tourde de band door Zweden, Duitsland en Nederland. In 2016 kondigde de Ye Banished Privateers hun derde album genaamd First Night Back in Port aan, maar werd uiteindelijk pas op 30 juni 2017 uitgebracht, nadat de band een platencontract bij Napalm Records had getekend.
In 2020 bracht Ye Banished Privateers het vierde album genaamd Hostis Humani Generis uit. De naam is Latijn voor vijand van de mensheid. Die term werd in vroeger tijden gebruikt als verwijzing naar zeepiraten. Vanwege de coronapandemie werd het album digitaal geïntroduceerd via een liveconcert op YouTube. Het digitale concert trok 12.000 bezoekers.
Op 3 december 2021 bracht Ye Banished Privateers een kerstalbum uit onder de naam A Pirate Stole My Christmas. Hierop stonden bekende kerstnummers die in een ‘piratenjasje’ waren gestoken.

## Stijl
De nummers van Ye Banished Privateers zijn beïnvloed door traditionele Ierse en Scandinavische folkmuziek, met teksten over gebeurtenissen in de 17e en 18e eeuw. Tijdens liveoptredens (zowel op podia als op straat) zijn de bandleden gekleed als piraten met historische kledij. Ook wordt hierbij geacteerd, waardoor er een soort theateropvoering ontstaat.

## Bezetting
- Anders Nobility Nyberg - cimbalom, celesta, harmonium, miniatuurpiano
- Anton Taljenblock Teljebäck - viola pomposa, harmonium
- Björn Bellows Malmros – accordeon, harmonica, oceaandrums, dhool, djembé, tabla, potten
- Emil Emilio du Monde Nilsson-Mäki - zang, gitaar, contrabas
- Eva Eva the Navigator Maaherra Lövheim - fluit, octapad
- Frida Freebird Granström - fluit, koperblazers, trompet, octapad
- Hampus Monkey Boy Holm - Duitse basdrum, octapad
- Hampus Bojtikken Larsson - cajón, percussie, octapad, bouzouki, gitaar
- Ina Molin - cajón, dhool
- Linnéa Enberg - percussie, octapad
- Jens Wan Chou Zhong Tzan Choong - banjo, gitalele, sitar
- Jim Silent Jim Sundström - mandoline, electrobas
- Joel Slagter-Lars Löfwenius - gitaar, keyboardbas
- Jonas Hog Eye McGinn Nilsson - vijfsnarige banjo, madal
- Kristian Good Christian Persson Hodén - balginstrumenten
- Lisa Bloody Liz Carlsson - cajón, percussie
- Louise Happy Lou Gillman - fluit, dans
- Magda Magda Malvina Märlprim Andersson - synthesizer, bouzouki
- Magnus Val du Monde Nilsson-Mäki - technosynthesizer, gitaar, contrabas
- Martin Scurvy Ben Gavelin - cajón, morsing, wah-wah
- Mattias Sickboy McCoy Johansson - wasbord, tamboerijn, metaal
- Melker Häggbom "Father Silver" Klingberg - basukelele, contrabas
- Niklas Meat stick Nick Boman - contrabas, bastrombone
- Peter Quartermaster Blackpowder Pete Mollwing - zang
- Richard Old Red Larsson - basukelele, contrabas, bouzouki, twaalfsnarige gitaar
- Sara Landmark Lundmark - percussie, tamboerdrum
- Sara Major John Wallin - blokfluit, oceaandrums
- Stina Hake - blokfluit, dhool, andere fluiten, cello
- William Shameless Will Hallin - diverse geluiden

## Discografie

### Albums
| Jaar | Titel                               |
| ---- | ----------------------------------- |
| 2012 | Songs and Curses                    |
| 2014 | The Legend of Libertalia            |
| 2017 | First Night Back in Port            |
| 2020 | Hostis Humani Generis               |
| 2021 | A Pirate Stole my Christmas         |
| 2025 | 'Til the Sea Shall Give up Her Dead |

#### Singles (selectie)
| Jaar | Titel                         | Album                               | Opmerkingen      |
| ---- | ----------------------------- | ----------------------------------- | ---------------- |
| 2017 | We Are Ye Banished Privateers | First Night Back in Port            |                  |
| 2017 | Annabel                       | First Night Back in Port            |                  |
| 2020 | Rowing with One Hand          | Hostis Humani Generis               |                  |
| 2020 | Elephants' Dance              | Hostis Humani Generis               |                  |
| 2020 | No Metal, No Pay              | -                                   | met Kris Olivius |
| 2020 | Drawn and Quartered           | A Pirate Stole My Christmas         |                  |
| 2020 | Deck and Hull                 | A Pirate Stole My Christmas         |                  |
| 2021 | Sulphur Ahoy                  | A Pirate Stole My Christmas         |                  |
| 2021 | Carol of Bellows              | A Pirate Stole My Christmas         |                  |
| 2023 | Mates Together                | -                                   |                  |
| 2025 | Chained Below                 | 'Til the Sea Shall Give up Her Dead |                  |
| 2025 | Raise Your Glass              | 'Til the Sea Shall Give up Her Dead |                  |
| 2025 | Waves Away                    | 'Til the Sea Shall Give up Her Dead |                  |

### Promotionele singles (selectie)
| Jaar | Titel                               | Album |
| ---- | ----------------------------------- | ----- |
| 2021 | Capstan Shanty - Quarantine Edition | -     |